# (6840) 1995 WW5
A (6840) 1995 WW5 a Naprendszer kisbolygóövében található aszteroida. Ueda Szeidzsi és Kaneda Hirosi fedezte fel 1995. november 18-án.